# Polydesmus flavomarginatus
Polydesmus flavomarginatus är en mångfotingart som beskrevs av Peters 1864. Polydesmus flavomarginatus ingår i släktet Polydesmus och familjen plattdubbelfotingar. Inga underarter finns listade i Catalogue of Life.